# 김예은 (1996년)
김예은(1996년 10월 16일 ~ )은 대한민국의 배우이다.

## 출연 작품

### 영화
- 《레디액션 청춘》 (2014년) - 혜리반 학생 역
- 《박화영》 (2018년) - 아역배우 역
- 《인랑》 (2018년) - 남산타워 카페직원 역
- 《굿바이 썸머》 (2019년) - 학교 친구 주희 역

### 드라마
- 《드라마페스타 - 행복의 진수》 (2020년, JTBC) - 린 역
- 《보이스 4》(2021년, tvN)
- 《닥터 차정숙》 (2023년, JTBC) - 문채윤 역

### 웹 드라마
- 《복수노트 2》 (2018년) - 맹사랑 역
- 《꽃길로22》 (2019년) - 은해성 역
- 《뒤로맨스》 (2021년) - 신봄 역

## 수상
- 2016년 제86회 전국춘향선발대회 숙